# Knight Takes Queen
Knight Takes Queen, es el noveno episodio de la primera temporada de la serie The Musketeers, emitido el 23 de marzo del 2014.

## Historia
Frustrado por la infertilidad de su esposa, el rey Louis hace una imprudente declaración que sugiere que lo mejor es que la reina Anne estuviera muerta y pone sus ojos en la joven Charlotte Mellendorf, la hija del banquero alemán: el conde Mellendorf, como resultado el conde Richelieu decide enviar al pistolero irlandés Gallagher y a sus hombres a matarla mientras ella se encontraba viajando con los mosqueteros.
Los mosqueteros Aramis y Athos envían a Porthos y a D'Artagnan, por refuerzos, mientras que ellos llevan a la reina a un convento para protegerla. Los mosqueteros, junto con la madre superiora demuestran ser muy capaces y hacen todo en su poder para proteger a la reina Anne. Durante su estancia en el convento Aramis se reencuentra con alguien de su pasado: Helene, quien ahora era una monja.
Sin embargo Aramis termina acercándose intíma y personalmente con la reina, ambos terminan besándose y teniendo relaciones; al día siguiente cuando Athos los encuentra, se molesta y le reclama a Aramis por lo sucedido, ya que si alguien se enteraba, los iban a colgar: a Aramis por haberse acostado con la reina Anne y a él por haber permitido que pasara, sin embargo ambos se reconcilian y continúan protegiendo a la reina.
El ataque es finalmente controlado por los mosqueteros quienes derrotan a Gallagher y sus hombres, el rey se arrepiente de su comentario y el cardenal Richelieu logra salvarse cuando implica al conde Mellendorf, por el intento de asesinato de la reina.

## Elenco

### Personajes Principales
| Actor             | Personaje                 |
| ----------------- | ------------------------- |
| Santiago Cabrera  | Aramis                    |
| Alexandra Dowling | Reina Anne de Austria     |
| Howard Charles    | Porthos                   |
| Tom Burke         | Athos                     |
| Luke Pasqualino   | D'Artagnan                |
| Hugo Speer        | Capitán Treville          |
| Maimie McCoy      | Milady de Winter          |
| Ryan Gage         | Rey Louis XIII de Francia |

### Personajes Secundarios
| Actor                | Personaje                   |
| -------------------- | --------------------------- |
| Lochlainn O Mearáinn | Gallagher                   |
| Gabrielle Reidy      | Madre Superiora             |
| Alice Patten         | Monja Hélène                |
| Peter-Hugo Daly      | Serge                       |
| Roger Ringrose       | Conde Mellendorf            |
| Charlotte Hope       | Charlotte Mellendorf        |
| Filip Nespor         | Jacques                     |
| Sarah Belcher        | Mujer Angustiada            |
| Leigh Jones          | Matón                       |
| Robert Krejcik       | Hombre Tuerto               |
| Miroslav Navrátil    | Hombre con la cabeza rapada |